# 酒井忠質
酒井 忠質（さかい ただたか）は、播磨国姫路新田藩の第2代藩主。

## 略歴
安永9年（1780年）、初代藩主・酒井忠交の次男として生まれる。庶子であったが、正室の阿部氏との間に生まれていた嫡男が早くに死んだため、享和4年（1804年）に父が死去すると、その跡を継いだ。文化13年（1816年）10月23日に死去した。享年37。跡を子の忠全が継いだ。

## 系譜
- 父：酒井忠交（1754年 - 1804年）
- 母：不詳
- 養母：禎祥院 - 阿部正允の娘
- 室：不詳
  - 男子：酒井忠全（1815年 - 1817年）